# Harlan (Kentucky)
Harlan – miasto w Stanach Zjednoczonych, w stanie Kentucky, w hrabstwie Harlan.